# Jean Todt
Jean Todt, (născut 26 februarie 1946) este fostul director executiv al companiei italiene Ferrari, conducând totodată și echipa de Formula 1, Scuderia Ferrari.
1. ↑  Who's Who in France
2. ↑   https://madame.lefigaro.fr/celebrites/actu-people/apres-19-ans-de-fiancailles-michelle-yeoh-et-jean-todt-se-sont-enfin-maries-20230728 Lipsește sau este vid: |title= (ajutor)
3. ↑  Autoritatea BnF, accesat în 10 octombrie 2015
4. ↑  Journal de Monaco, accesat în 28 aprilie 2020
5. ↑   https://www.quirinale.it/onorificenze/insigniti/91401, accesat în 9 aprilie 2020 Lipsește sau este vid: |title= (ajutor)
6. ↑   https://www.g100.in/jean-todt/ Lipsește sau este vid: |title= (ajutor)
7. ↑   https://olympics.com/cio/news/l-ordre-olympique-decerne-a-jean-todt Lipsește sau este vid: |title= (ajutor)